# Liste des lieux patrimoniaux du comté de Victoria (Nouvelle-Écosse)
Pour les articles homonymes, voir Liste des lieux patrimoniaux du comté de Victoria.
Cet article recense les lieux patrimoniaux du comté de Victoria en Nouvelle-Écosse inscrit au répertoire des lieux patrimoniaux du Canada, qu'ils soient de niveau provincial, fédéral ou municipal.

## Liste
| [ 1 ] | Lieu patrimonial                                         | Illustration                                             | Municipalité       | Adresse                                       | Coordonnées      | No    | Constr. | Prot.                                | Rec. | Notes |
| ----- | -------------------------------------------------------- | -------------------------------------------------------- | ------------------ | --------------------------------------------- | ---------------- | ----- | ------- | ------------------------------------ | ---- | ----- |
| P     | Gilbert H. Grosvenor Hall                                | Gilbert H. Grosvenor Hall                                | Baddeck            | 532 Chebucto Street                           | 46.1009 -60.7481 | 6284  | 1886    | Provincially Registered Property     | 1983 |       |
| F     | Lieu historique national du Canada Alexander-Graham-Bell | Lieu historique national du Canada Alexander-Graham-Bell | Baddeck            | Chebucto Street (Route 205)                   | 46.1055 -60.744  | 1154  | 1954    | National Historic Site of Canada     | 1952 |       |
| F     | Musée Alexander-Graham-Bell                              | Musée Alexander-Graham-Bell                              | Baddeck            | Chebucto Street                               | 46.1054 -60.7436 | 9511  | 1956    | Recognized Federal Heritage Building | 2000 |       |
| P     | Saint Peter's and Saint John's Anglican Church           | Téléverser                                               | Baddeck            | Shore Road                                    | 46.0974 -60.7559 | 13844 | 1883    | Provincially Registered Property     | 1990 |       |
| M     | St. Andrew's Church                                      | Téléverser                                               | Baddeck            | 1450 Westside Baddeck Road                    | 46.1786 -60.7692 | 12208 | 1872    | Municipally Registered Property      | 1992 |       |
| M     | St. Mark's Masonic Lodge                                 | Téléverser                                               | Baddeck            | 24 Queen Street                               | 46.1012 -60.7523 | 12209 | 1898    | Municipally Registered Property      | 2007 |       |
| M     | Victoria County Court House                              | Victoria County Court House                              | Baddeck            | 495 Chebucto Street                           | 46.1002 -60.7511 | 9812  | 1889    | Municipally Registered Property      | 1989 |       |
| F     | Bureau de l’administration                               | Téléverser                                               | Comté de Victoria  | Parc national des Hautes-Terres-du-Cap-Breton | 46.6458 -60.4016 | 11347 | 1939    | Recognized Federal Heritage Building | 1991 |       |
| F     | Bureau de renseignements                                 | Téléverser                                               | Comté de Victoria  | Parc national des Hautes-Terres-du-Cap-Breton | 46.7 -60.3605    | 9756  | 1940    | Recognized Federal Heritage Building | 1989 |       |
| F     | Lone Sheiling                                            | Lone Sheiling                                            | Comté de Victoria  | Parc national des Hautes-Terres-du-Cap-Breton | 46.7303 -60.5152 | 9772  | 1942    | Recognized Federal Heritage Building | 1994 |       |
| F     | Résidence du directeur du parc                           | Téléverser                                               | Comté de Victoria  | Parc national des Hautes-Terres-du-Cap-Breton | 46.6457 -60.4017 | 11092 | 1939    | Recognized Federal Heritage Building | 1991 |       |
| P     | MacDonald House                                          | Téléverser                                               | Iona               | IFF/15-Y1 Hector's Point                      | 45.9484 -60.8206 | 2635  | 1830    | Provincially Registered Property     | 1990 |       |
| F     | Phare côtier                                             | Phare côtier                                             | Neils Harbour      |                                               | 46.806 -60.317   | 11257 | 1899    | Recognized Federal Heritage Building | 2002 |       |
| M     | MacQuarrie House                                         | Téléverser                                               | Upper Middle River | 2639 Cabot Trail                              | 46.1847 -60.9342 | 12342 | 1874    | Municipally Registered Property      | 2001 |       |
| P     | MacRae-Bitterman House                                   | Téléverser                                               | Upper Middle River | Washabuck Road                                | 46.0184 -60.8594 | 3465  | 1856    | Provincially Registered Property     | 1983 |       |